# KTM X-Bow

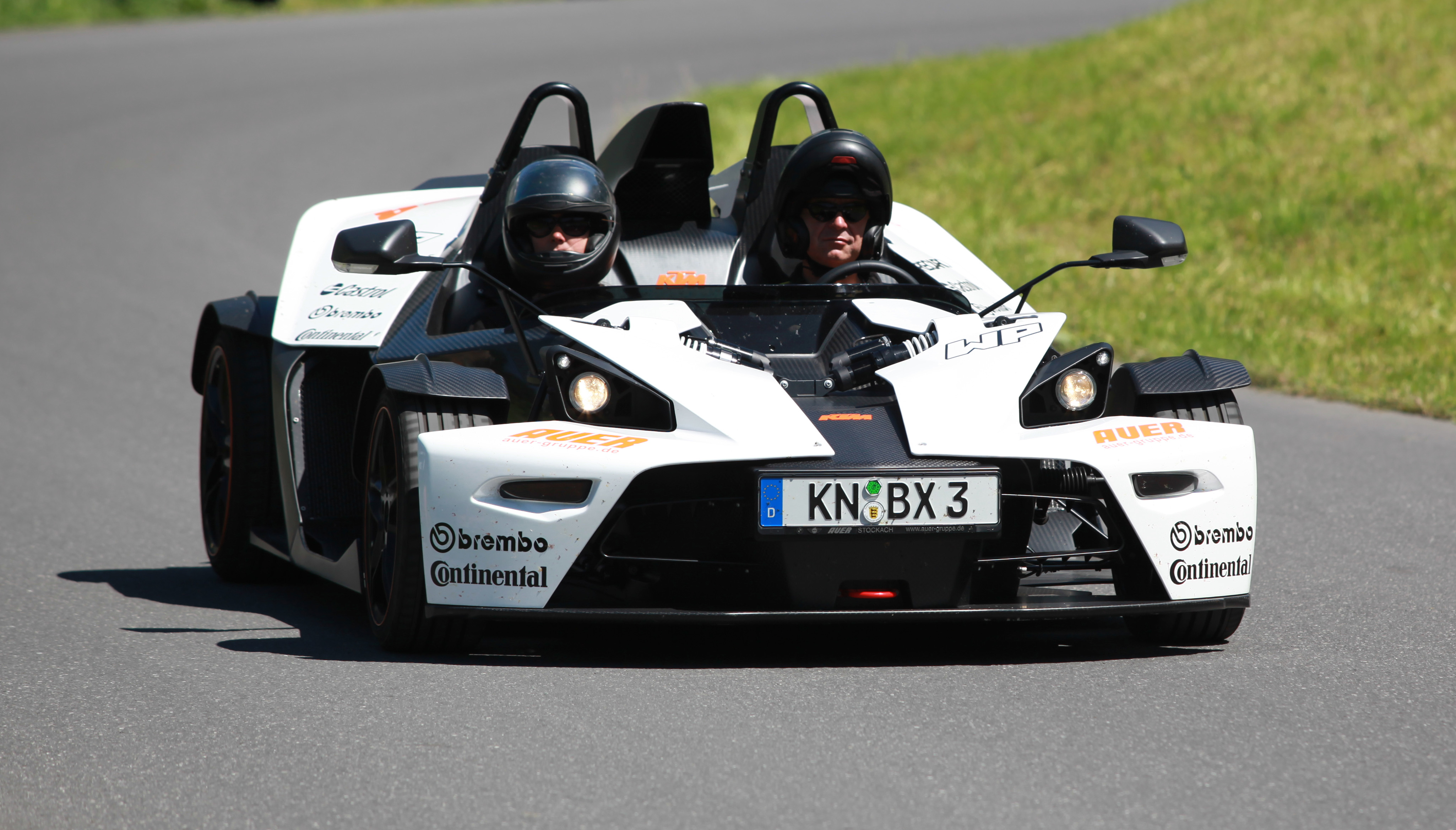
KTM X-Bow na szosie

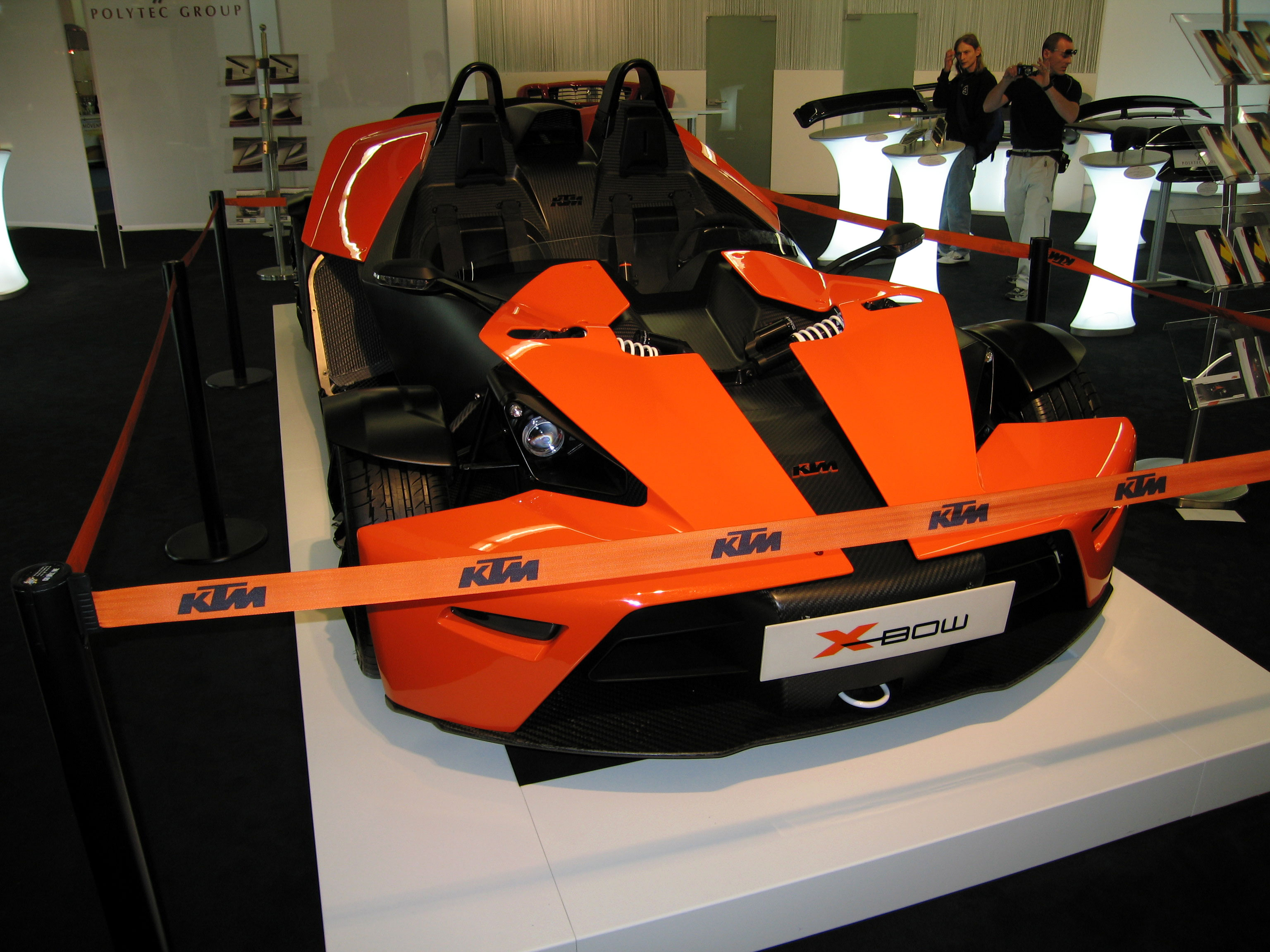
Prototyp KTM X-Bow na IAA 2007

KTM X-Bow – pierwszy ultralekki, sportowy samochód, o charakterystycznej konstrukcji szczątkowego nadwozia typu roadster, znanego austriackiego producenta motocykli - KTM. Szkice auta ujawniono na początku 2007 roku, a prototyp przedstawiono 8 marca 2007 roku, podczas Geneva Motor Show.
Ogromne zainteresowanie, którym cieszył się prototyp, mający być samochodowym wcieleniem KTM-owskiej filozofii „Ready to Race“ doprowadziło do podjęcia w lipcu 2008 produkcji seryjnej.
"X-Bow" z założenia ma łączyć cechy typowo torowego, purystycznego pojazdu sportowego z autem nadającym się do codziennego użytku. Samochód nie jest wyposażony w ABS, ASR i ESP.

## Dane techniczne

### Wymiary
- (dł./szer./wys.): 3708/1900/1205 mm
- Rozstaw osi: 2430 mm
- Masa: 790/ 825 kg

### Silnik
- Rzędowy, 4-cylindrowy, mocowany centralnie
- Pojemność skokowa 1984 cm³
- Moc maksymalna: 240 KM / 177 kW) przy 5500 obr./min.
- Maksymalny moment obrotowy: 310 Nm przy 2200 obr./min.

### Osiągi
- Przyspieszenie 0-100 km/h: 3,9 s
- Prędkość maksymalna: 220 km/h